# アスキースキーム
アスキースキーム（あすきーすきーむ、英: Askey scheme）は数学における手法であって、直交多項式を超幾何級数、及びq-超幾何級数よって体系づける。

## 超幾何級数で記述されるもの

### 4F3(4){\displaystyle {_{4}F_{3}}(4)}
- ウィルソン多項式
- ラカー多項式

### 3F2(3){\displaystyle {_{3}F_{2}}(3)}
- 連続双対ハーン多項式
- 連続ハーン多項式
- 双対ハーン多項式
- ハーン多項式

### 2F1(2){\displaystyle {_{2}F_{1}}(2)}
- マイクスナー＝ポラチェック多項式
- ヤコビ多項式
- マイクスナー多項式
- クラウチューク多項式

### 1F1(1)/2F0(1){\displaystyle {_{1}F_{1}}(1)/{_{2}F_{0}}(1)}
- ラゲール多項式
- シャルリエ多項式

### 2F0(0){\displaystyle {_{2}F_{0}}(0)}
- エルミート多項式

## q-超幾何級数で記述されるもの
- アスキー=ウィルソン多項式
- q-ラカー多項式
- 連続双対q-ハーン多項式
- 連続q-ハーン多項式
- 大q-ヤコビ多項式
- q-ハーン多項式
- 双対q-ハーン多項式
- アル・サラム＝チハラ多項式
- q-マイクスナー＝ポラチェック多項式
- 連続q-ヤコビ多項式
- 大q-ラゲール多項式
- 小q-ヤコビ多項式
- q-マイクスナー多項式
- 量子q-クラウチューク多項式
- q-クラウチューク多項式
- アフィンq-クラウチューク多項式
- 双対q-クラウチューク多項式
- 連続q-ラゲール多項式
- 連続大q-エルミート多項式
- 小q-ラゲール多項式
- q-ベッセル多項式
- アル・サラム＝カルリッツ多項式
- q-ラゲール多項式
- q-シャルリエ多項式
- 連続q-エルミート多項式
- スティルチェス＝ウィガート多項式
- 離散q-エルミート多項式